# Дерюгін Віктор Іванович
Віктор Іванович Дерю́гін (нар. 16 січня 1961, Київ) — радянський і український кінорежисер. Заслужений діяч мистецтв України з 2007 року.

## Життєпис
Народився 16 січня 1961 року в місті Києві (нині Україна). 1982 року закінчив Київський державний інститут театрального мистецтва імені Івана Карпенка-Карого, був учнем Дмитра Горбачова.
Упродовж 1984—1994 років працював асистентом режисера, режисером «Київнаукфільму»/Національної кінематеки України; у 1995—1997 роках обіймав посади художнього керівника, головного режисера Телерадіокомпанії «Київ»; у 1999 році головного режисера телекомпаній «Вісник»; у 1999—2000 — «Заграви»; у 2000—2002 роках — режисера «Інтера» та у 2002—2004 роках «Тоніса»; з 2005 року — директора творчого об'єднання документальних і художніх фільмів Національної телекомпанії України.

## Творчість
Поставив
- телесеріал «Домашні радості» (2000, 6 серій, телеканал «Інтер»);
- телепроєкт «Україна — наш спільний дім» (2002, телеканал «Тоніс»);

фільми
- «Цього могло б не трапитись» (1989);
- «Рибаки та рибки» (1990);
- «Поети Києва» (1991);
- «Козацькими стежками» (1992)[2];
- «Розвиток медицини в Україні у 19 столітті» (з кіноциклу «Невідома Україна», 1993);
- «Новий Париж» (1996, ТРК «Київ»);
- «Голодомор. Україна, XX століття: Технологія геноциду» (2005)[b].

Автор статті в Енциклопедії сучасної України про українського телеведучого і сценариста Андрія Данильченка.

## Виноски
1. ↑  За заслуги у державному будівництві, вагомий внесок у розвиток і зміцнення демократичної, соціальної і правової України та з нагоди Дня Соборності України.
2. ↑  Спеціальний приз 10-го Кіновідеофестивалю національного виробника «Відкрита ніч», 2006.